# Корнелія Форт
Корнелія Кларк Форт (англ. Cornelia Clark Fort; 5 лютого 1919, Нашвілл, Теннесі, США — 21 березня 1943, Меркел, Техас, США) — американська льотчиця часів Другої світової війни.
Супроводжуючи цивільний навчальний літак у Перл-Гарборі, вона стала першим пілотом США, який зіткнувся з японським повітряним флотом під час атаки на Перл-Гарбор, і ледве уникла авіанальоту на аеродром після приземлення. Наступного року Форт стала другим членом Жіночої служби пілотів Військово-повітряних сил США, служила пілотом допоміжної авіації, і стала першою жінкою-пілотом в американській історії, що загинула на дійсній військовій службі.

## Раннє життя
Форт народилася у заможній і поважній родині з Нашвілла, штат Теннессі: її батько, Руфус Елайджа Форт, був одним із засновників національної компанії страхування життя від нещасних випадків. Закінчила Коледж Сари Лоуренс у 1939 році. Після закінчення коледжу Форт приєдналася до Молодіжної ліги Нашвілла. Вона рано зацікавилася польотами, пройшла навчання та отримала ліцензію пілота на Гаваях.

## Атака на Перл-Гарбор
Під час роботи цивільним пілотом-інструктором на базі Перл-Гарбор Корнелія Форт випадково стала одним з перших свідків японської атаки на Перл-Гарбор, яка призвела до вступу Сполучених Штатів у Другу світову війну. 7 грудня 1941 року Форт перебувала в повітрі поблизу Перл-Гарбора, навчаючи принципів зльоту і посадки пілота-студента моноплана Interstate Cadet. Цей літак і кілька інших цивільних літаків були єдиними американськими літаками, які перебували в повітрі недалеко від бухти в той час. Форт побачила військовий літак, що летів просто на них, і швидко взяла керування літаком у її підшефного, щоб піднятися вище літака, що летів назустріч. Саме тоді вона побачила емблему сонця на крилах літака. Через кілька миттєвостей вона побачила клуби чорного диму, що йдуть від Перл-Гарбора, і бомбардувальники, які атакували базу. Вона швидко посадила літак у цивільному аеропорту Джона Роджерса в бухті Перл-Гарбора. Літак Mitsubishi A6M Zero обстріляв її літак і злітно-посадкову смугу, коли вона і її студент побігли в укриття. Директор аеропорту був убитий, а два інших цивільних літаки не повернулися того ранку.

## Військова служба

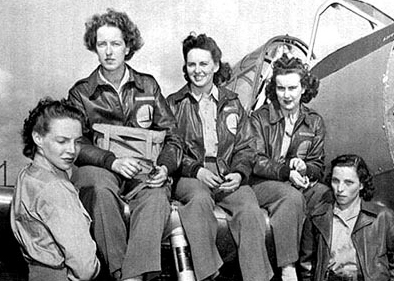
Корнелія Форт (друга ліворуч) з іншими пілотами WASP

У зв'язку з припиненням усіх цивільних рейсів на Гаваї Форт повернулася на материк на початку 1942 року. Вона зняла короткометражний фільм в підтримку військових облігацій, який мав успіх і сприяв запрошенням Корнелії до участі у декількох конференціях. Того ж року Ненсі Лав завербувала її для роботи в недавно заснованій Жіночій допоміжній ескадрильї, попереднику Жіночої служби пілотів Військово-повітряних сил США (WASP). Вона стала другою жінкою, прийнятою на службу. Пілоти WASP супроводжували військові літаки на бази на території Сполучених Штатів.

## Смерть
Перебуваючи на службі у 6 групі супроводу, що базувалася в Лонг-Біч, штат Каліфорнія, Корнелія Форт стала першим загиблим пілотом WASP. 21 березня 1943 року інший літак врізався в ліве крило BT-13, яким вона керувала; зіткнення в повітрі сталося за десять миль на південь від Меркела, штат Техас. На момент катастрофи Корнелія Форт була одним з найдосвідченіших пілотів WASP. На надгробній плиті її могили висічено: «Загинула на службі своїй країні».

## Пам'ять
У фільмі «Тора! Тора! Тора», присвяченому атаці на Перл-Гарбор, роль Корнелії Форт зіграла актриса Джеффа Доннелл.
Аеропорт в Іст-Нешвіллі — Cornelia Fort Airpark — названий на честь Корнелії Форт.